# Kantongerecht Asten
Het kantongerecht Asten was van 1838 tot 1877 een van de kantongerechten in Nederland. Bij de oprichting was Asten het tweede kanton van het arrondissement Eindhoven. Het werd gevormd uit het voormalige vredegerecht Asten en een deel van het opgeheven vredegerecht Gemert. Het was een kantongerecht van de vijfde klasse en was gevestigd in een pand aan de Molenstraat te Asten.

## Het kanton
Kantons werden in Nederland ingevoerd in de Franse tijd. In ieder kanton zetelde een vrederechter. In 1838 werd deze vervangen door de kantonrechter. Het kanton Asten bestond uit de gemeenten Asten, Bakel en Milheeze, Budel, Deurne en Liessel, Heeze, Leende, Lierop, Maarheeze, Soerendonk, Someren, Sterkel en Gastel en Vlierden. Het kanton maakte deel uit van het tweede arrondissement van Noord-Brabant: het arrondissement Eindhoven. 
Bij de eerste grote herindeling van gerechtsgebieden werd het kantongerecht Asten in 1877 opgeheven. Het werd grotendeels toegevoegd aan het kantongerecht Helmond, alleen de gemeente Heeze ging over naar het kantongerecht Eindhoven.

## Kantonrechters en griffiers van het kantongerecht te Asten in de periode 1838-1877
| Ambtsperiode | Kantonrechter                                      | Bijzonderheden                                                                               |
| ------------ | -------------------------------------------------- | -------------------------------------------------------------------------------------------- |
| 1838-1863    | Jan George Frencken (1781-1871)                    | voorheen vrederechter te Asten, eervol ontslagen                                             |
| 1863-1866    | vacant                                             |                                                                                              |
| 1866-1877    | mr Franciscus Wilhelmus van den Dungen (1834-1907) | voorheen advocaat te Eindhoven, daarna kantonrechter te Helmond                              |
| Ambtsperiode | Griffier                                           | Bijzonderheden                                                                               |
| 1838-1853    | Johannes Antonie Sengers (1781-1856)               | voorheen griffier van het vredegerecht te Asten, eervol ontslagen                            |
| 1853-1867    | mr Hendrik le Nobel (1822-1889)                    | voorheen advocaat te Eindhoven, daarna griffier bij de arrondissementsrechtbank te Eindhoven |
| 1867-1875    | Adrianus Hubertus van Bon (1822-1875)              | voorheen klerk ter griffie van de rechtbank te Eindhoven, in functie overleden               |
| 1875-1877    | Adrianus Rovers (1843-1902)                        | voorheen kandidaat-notaris te Asten, daarna kantonrechter te Eindhoven                       |